# Phrudocentra subaurata
Phrudocentra subaurata là một loài bướm đêm trong họ Geometridae.